# Челси-2
Челси-2 (Chelsea-2) — сухогрузное судно (теплоход) класса «река-море», предназначенные для транспортировки генеральных, навалочных, лесных, зерновых и крупногабаритных грузов по крупным внутренним водным артериям России с выходом в море.
Теплоход проекта 005RSD06 построен на Херсонском судостроительном заводе. Был заложен 26 ноября 2003 года, спущен на воду 20 мая 2004 года и сдан в эксплуатацию 21 февраля 2005 года. При его постройке были использованы элементы корпуса и надстройки сухогрузного теплохода «Волго-Дон 50».
В 2009 году была проведена модификация судна до проекта 005RSD06.01, после чего судно получило двойное дно и двойные борта.